# Basil Bernstein
Basil Bernard Bernstein (* 1. November 1924 in London; † 24. September 2000) war ein britischer Soziologe, dessen Werke in der Linguistik breit rezipiert wurden.
Basil Bernstein stellte in den 1950er Jahren die Defizithypothese (nach ihm Bernstein-Hypothese benannt) in der Soziolinguistik auf. Er stellte die Theorie auf, dass die Sprache der Unterschicht unterlegen gegenüber der Sprache der Mittel- und Oberschicht sei. Dabei unterschied er den restringierten Code und den elaborierten Code.
Der restringierte Code steht u. a. für den starren, begrenzten Gebrauch von Adverbien und Adjektiven, während der elaborierte Code für eine differenzierte Verwendung der beiden Wortformen steht. 
Bernstein selbst lehnte die Bezeichnung Defizithypothese ab. Er wollte den restringierten Code nicht als defizitär verstanden wissen, sondern nur als „anders“. Dies begründete er damit, dass alleine die jeweilig herrschende Gesellschaftsschicht den legitimen Code bestimmt und es deshalb nur temporär einen überlegenen und einen unterlegenen Code geben könne. 

## Publikationen
- Soziale Struktur, Sozialisation und Sprachverhalten. Aufsätze 1958–1970. Amsterdam 1970. (Schwarze Reihe 8)
- Studien zur sprachlichen Sozialisation. Düsseldorf 1972. (Sprache und Lernen 7)
- B. Bernstein/W. Brandis/D. Henderson: Soziale Schicht, Sprache und Kommunikation. Düsseldorf 1973. (Primäre Sozialisation, Sprache und Erziehung)
- Education cannot compensate for society New society, London 1970